# Религија матријархата
Матријархална религија је религија која наглашава богињу или више богиња као централне фигуре обожавања и духовног ауторитета. Термин се најчешће користи да означи теорије о праисторијским матријархалним религијама које су предложили научници попут Јохана Јакоба Бахофена, Џејн Елен Харисон и Марије Гимбутас, а касније их је популаризовао други талас феминизма. Ови научници су спекулисали да су рана људска друштва можда била организована око женских божанстава и матрилинеарних друштвених структура. У 20. веку, покрет за оживљавање ових пракси резултирао је Покретом богиња.

## Историја
Концепт праисторијског матријархата представљен је 1861. године када је Јохан Јакоб Бахофен објавио дело „Мајчинско право: Истраживање религиозног и правног карактера матријархата у античком свету“. Он је постулирао да су историјски патријархати били релативно скорији развој, замењујући раније стање првобитног матријархата, и постулирао је „хтонско-мајчинску“ праисторијску религију. Бахофен представља модел где су матријархално друштво и хтонски мистеријски култови друга од четири фазе историјског развоја религије. Прва фаза, коју је назвао „хетеризам“, окарактерисана је као палеолитско друштво ловаца и сакупљача које је практиковало полиаморни и комунистички начин живота. Друга фаза је неолит, матријархална лунарна фаза пољопривреде са раним обликом Деметре, доминантног божанства. Након тога је уследила „дионизијанска“ фаза настајања патријархата, коју је коначно наследила „аполонска“ фаза патријархата и појава цивилизације у класичној антици. Идеју да је овај период био златно доба које је замењено појавом патријархата први је описао Фридрих Енгелс у свом делу „Порекло породице, приватне својине и државе“.
Британски археолог Артур Еванс, главни поновни откривач и промотер минојске цивилизације, веровао је да је минојска религија мање-више искључиво обожавала богињу мајку, и његов став је доминирао током прве половине 20. века, са широким утицајем на размишљање у различитим областима. Савремени научници се слажу да је мајка или богиња природе вероватно била доминантно божанство, али да су постојала и мушка божанства.
Обим матријархалног утицаја, посебно минојске цивилизације, остаје тема дебате међу научницима због ограничених археолошких доказа. Ипак, грчка уметност и књижевност одражавају нијансирану интеракцију између патријархалних и матријархалних тема, што сугерише вишеслојни културни пејзаж. Ова динамична равнотежа између различитих друштвених парадигми наглашава богатство и сложеност древне грчке цивилизације.
Почетком 1900-их, историчарка Џејн Елен Харисон изнела је теорију да је олимпијски пантеон заменио раније обожавање богиња земље.
Роберт Грејвс је постулирао праисторијску матријархалну религију педесетих година 20. века у својим делима „Грчки митови“ и „Бела богиња“, а детаљно је описао будуће друштво са матријархалном религијом у свом роману „Седам дана на Новом Криту“.
Инспирисан Грејвсом и другим изворима, аустријски надреалиста Волфганг Пален, у својој слици „Забрањена земља“, црта апокалиптични пејзаж којим доминира женска богиња и као симболи мушких богова, пале планете сличне метеоритима.

## Феминизам другог таласа и покрет Богиње
Идеје Бахофена и Грејвса су 1970-их преузеле феминисткиње другог таласа, попут ауторке Мерлин Стоун, која је палеолитске фигурице Венере сматрала доказом праисторијске матријархалне религије. Она представља матријархалне религије као „култ змија“ као главни симбол духовне мудрости, плодности, живота, снаге.
Поред тога, антрополошкиња Марија Гимбутас је 1970-их увела област феминистичке археологије. Њене књиге „Богиње и богови старе Европе“ (1974), „Језик богиње“ (1989) и „Цивилизација богиње“ (1991) постале су стандардна дела за теорију да је патријархална или „андрократска“ култура настала у бронзаном добу, замењујући неолитски поглед на свет усмерен на богињу. Ове теорије су представљене као научне хипотезе, иако са идеолошког становишта, 1970-их, али су такође утицале на феминистичку духовност и посебно феминистичке гране неопаганизма које су се такође појавиле током 1970-их (видети Дијанска Вика и Повратак (Неопаганизам)), тако да је Матријархална религија такође савремени нови верски покрет унутар ширег поља неопаганизма, генерално познатог као Покрет Богиња.

## Трострука богиња и друга божанства
У покрету и другим духовним групама постоји божанство познато као Трострука Богиња, која представља животне фазе жене. Чланови кажу да није искључиво намењена женама, већ као општи водич кроз детињство, зрелост и старост, али је снажно повезана са женама. Трострука Богиња је божанство које обожавају многе неопаганске групе: жене, деца и мушкарци. У овим покретима, она се види као божанство које помаже људима да разумеју шта се дешава у њиховим животима у свим узрастима. Многи [[[Википедија:Избјегавајте неодређене тврдње|ко?]]] верују да Трострука Богиња води фазе унутар жена кроз њихову девојачку/младост, мајку и љубавницу, и коначно, мудру жену. Ово је укорењено у паганским људима и њиховим веровањима, али се мењало током времена, али је њена централна представа остала иста.
- Афродита - богиња љубави
- Адити - мајка богова
- Калипса - богиња тишине
- Дурга - богиња ратница
- Инана - краљица неба, богиња кише и месечине
- Хармонија - богиња хармоније
- Трипура Сундари - врховна свемоћна богиња